# Feritin
Feritin je globularni protein koji je važan za unutarstanično pohranjivanje željeza (Fe3+), tako što vezivanjem željeza, održava željezo u topljivom i netoksičnom stanju. Feritin koji ne sadrži vezano željezo naziva se apoferitin. 
Molekule feritina se sastoji od 24 podjedinice i prisutne su u svim vrstama stanica. 
Svaki kompleks feritina može pohraniti oko 4500 iona željeza.
Željezo je kemijski element potreban za normalan rad stanica, a ako je slobodno unutar stanice sudjeluje kao katalizator nastanka slobodnih radikala, koji mogu oštetiti unutarstanične strukture. Željezo se nalazi unutar stanica vezano s feritinom ili u obliku hemosiderina. Pohranjeno željezo u kompleksu feritina lako je dostupno za iskorištavanje u fiziološkim procesima, za razliku željeza iz kompleksa hemosiderina koji je samo djelomično dostupan. 
Feritin je protein akutne faze upale. Razine feritina u serumu, u stanju bez ostalih bolesti, odgovara razini željeza, te se koristi u labaratorijskoj obradi anemija. Normalne vrijednosti su 30-400 µg/L za muškarce i 13-150 µg/L za žene. 